# Пасаторе (Кунео)
Пасаторе је насеље у Италији у округу Кунео, региону Пијемонт.
Према процени из 2011. у насељу је живело 753 становника. Насеље се налази на надморској висини од 511 м.